# وینترپ (مین)
وینترپ(به انگلیسی: Winthrop) شهری در ایالت مین کشور ایالات متحده آمریکا است که جمعیت آن در سرشماری سال ۲۰۱۰ میلادی، ۲٬۶۵۰ نفر بوده‌است.